# UFC Fight Night: Gane vs. Tuivasa
UFC Fight Night: Gane vs. Tuivasa（ユーエフシー・ファイトナイト：ガーヌ・バーサス・トゥイバサ、別名UFC Fight Night 209、UFC on ESPN+ 67）は、アメリカ合衆国の総合格闘技団体「UFC」の大会の一つ。2022年9月3日、フランス・パリのアコー・アレナで開催された。

## 大会概要
UFC初のフランス大会となった本大会はシリル・ガーヌとタイ・トゥイバサのヘビー級戦が組まれた。
PFL 2018準優勝者のアブス・マゴメドフ、キャリア8戦無敗のミハル・フィグラクがデビュー。

## 試合結果

### プレリミナリーカード
第1試合 女子フェザー級 5分3R
○  ステファニー・エッガー vs.  アイリーン・ペレス ×
2R 4:54 リアネイキドチョーク
第2試合 バンタム級 5分3R
○  クリスチャン・キニョネス vs.  カリッド・タハ ×
1R 3:15 TKO（右ストレート→パウンド）
第3試合 ライト級 5分3R
○  ブノワ・サン＝デニ vs.  ガブリエル・ミランダ ×
2R 0:16 TKO（右フック→パウンド）
第4試合 ライト級 5分3R
○  ファレス・ジアム vs.  ミハウ・フィグラク ×
3R終了 判定3-0（30-27、30-27、29-28）
第5試合 ライト級 5分3R
○  ナスラット・ハクパラスト vs.  ジョン・マクデッシ ×
3R終了 判定3-0（30-27、30-27、29-28）
第6試合 ミドル級 5分3R
○  アブス・マゴメドフ vs.  ダスティン・シュトルツフス ×
1R 0:19 TKO（右アッパー）

### メインカード
第7試合 フェザー級 5分3R
○  ナサニエル・ウッド vs.  シャルル・ジョーデイン ×
3R終了 判定3-0（30-27、30-27、29-28）
第8試合 フェザー級 5分3R
○  ウィリアム・ゴミス vs.  ヤルノ・エレンス ×
3R終了 判定2-0（29-28、29-28、29-29）
第9試合 ミドル級 5分3R
○  ロマン・コプィロフ vs.  アレッシオ・ディ・キリコ ×
3R 1:09 KO（スタンドパンチ連打）
第10試合 ミドル級 5分3R
○  ナッソーディン・イマボフ vs.  ホアキン・バックリー ×
3R終了 判定3-0（29-28、29-28、30-27）
第11試合 ミドル級 5分3R
○  ロバート・ウィテカー vs.  マーヴィン・ヴェットーリ ×
3R終了 判定3-0（30-27、30-27、29-28）
第12試合 ヘビー級 5分5R
○  シリル・ガーヌ vs.  タイ・トゥイバサ ×
3R 4:23 KO（左フック）

### 各賞
ファイト・オブ・ザ・ナイト：シリル・ガーヌ vs. タイ・トゥイバサ
パフォーマンス・オブ・ザ・ナイト：アブス・マゴメドフ、ブノワ・サン＝デニ
各選手にはボーナスとして5万ドルが授与された。

### カード変更
負傷などによるカードの変更は以下の通り。